# Chiesa di Sant'Agnese (Denno)
La chiesa di Sant'Agnese è una chiesa sussidiaria di Denno in Trentino. Fa parte della zona pastorale delle Valli del Noce e risale al XIII secolo.

## Storia

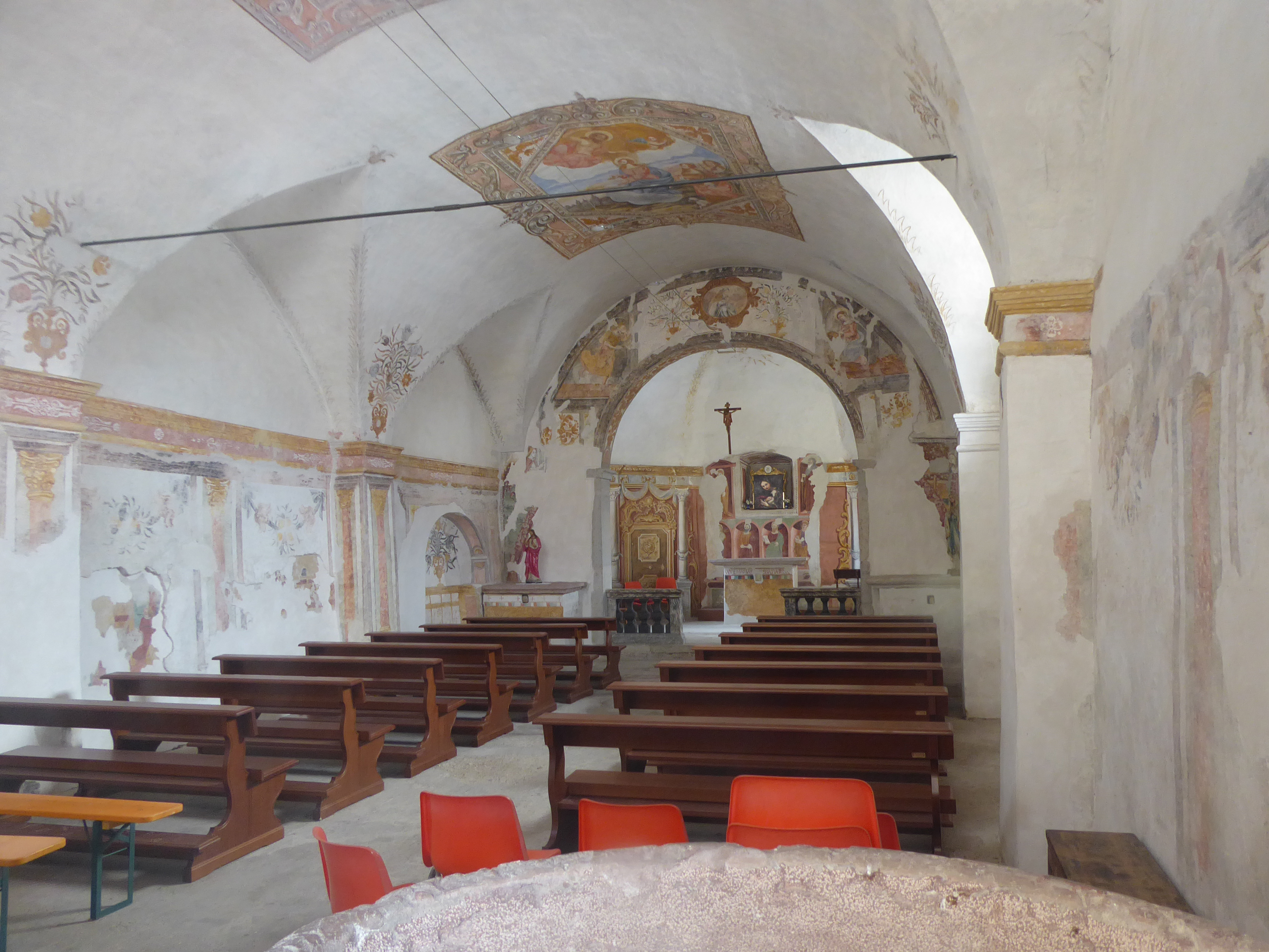
Interno

Una pergamena del 1286 conservata presso l'archivio diocesano a Trento cita la chiesa ma ne riporta la dedicazione a Maria.
Durante il XV secolo gli interni vennero affrescati, e la prova si trova in alcune piccole parti di cornici sulla navata in basso a sinistra, riferibili a quel periodo.
Sino al 1478 la dedicazione restò a Maria, ma a partire dal 1492 si iniziò citare quella nuova, a Sant'Agnese.
Gli interni vennero affrescati nuovamente a cavallo XV e XVI secolo. Nel 1650 la chiesa venne arricchita di volte sostenute da pilastri rinforzati da contrafforti esterni, poi, nuovamente, riprese l'azione decorativa sulle pareti e sulle volte. Nel 1695, durante una visita pastorale, venne consacrato l'altare della Santa Croce.

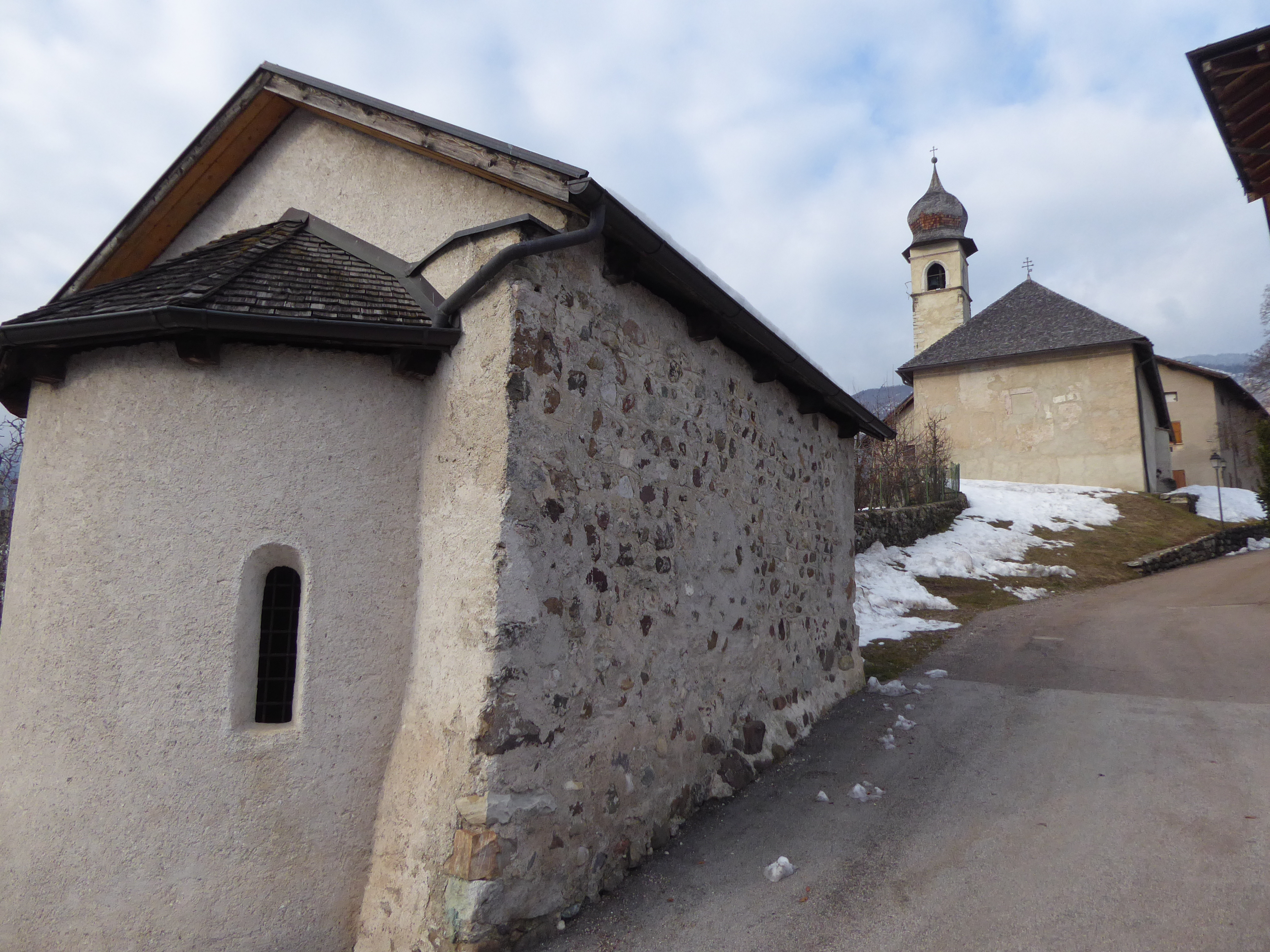
Parte absidale della cappella di San Pietro Apostolo e chiesa di Sant'Agnese.

Dopo anni di scarso utilizzo e semiabbandono dell'edificio il ciclo di affreschi della chiesa è stato restaurato nel 1975.
Solo tre anni dopo, nel 1978, un furto ha fatto perdere molte delle decorazioni e degli arredi degli altari in legno. Ciò che si è salvato è stato trasferito nella chiesa parrocchiale dei Santi Gervasio e Protasio.
Due nuovi cicli di restauri si sono attivati nel 1998 e nel 2013. Il primo ha interessato le intonacature, gli affreschi e le strutture in pietra mentre il secondo si è dedicato alle coperture del tetto.

## Descrizione
La chiesa si trova in posizione quasi isolata, a est dell'abitato di Denno, lungo la via che portava al demolito Castel Enno e a brevissima distanza dalla cappella di San Pietro Apostolo.
La semplice facciata a due spioventi presenta due finestre rettangolari ai lati del portale architravato. Sopra il portale sono posizionate una finestra e in cima un oculo. Sul fianco destro sono addossati il campanile, con copertura ottagonale a campana, e la sacrestia. La chiesa è a navata unica divisa in tre campate da coppie di pilastri.